# دشت‌گرد
دَشت‌گَرد، دَشت‌نورد، سرگردان دشتی یا آوارهٔ دشتها (نام علمی: Pedionomus torquatus) پرنده‌ای است بومی استرالیا با جثه‌ای ۱۵ تا ۱۹ سانتی‌متر که ظاهری شبیه به بلدرچین دارد.
سرگردان دشتی نر بالغ روتنه قهوه‌ای روشن و زیرتنه حنایی سفید با هلال‌های سیاه دارند. ماده بالغ دارای طوقه سیاه با خال‌خال‌های سفید است.